# Kattgränd

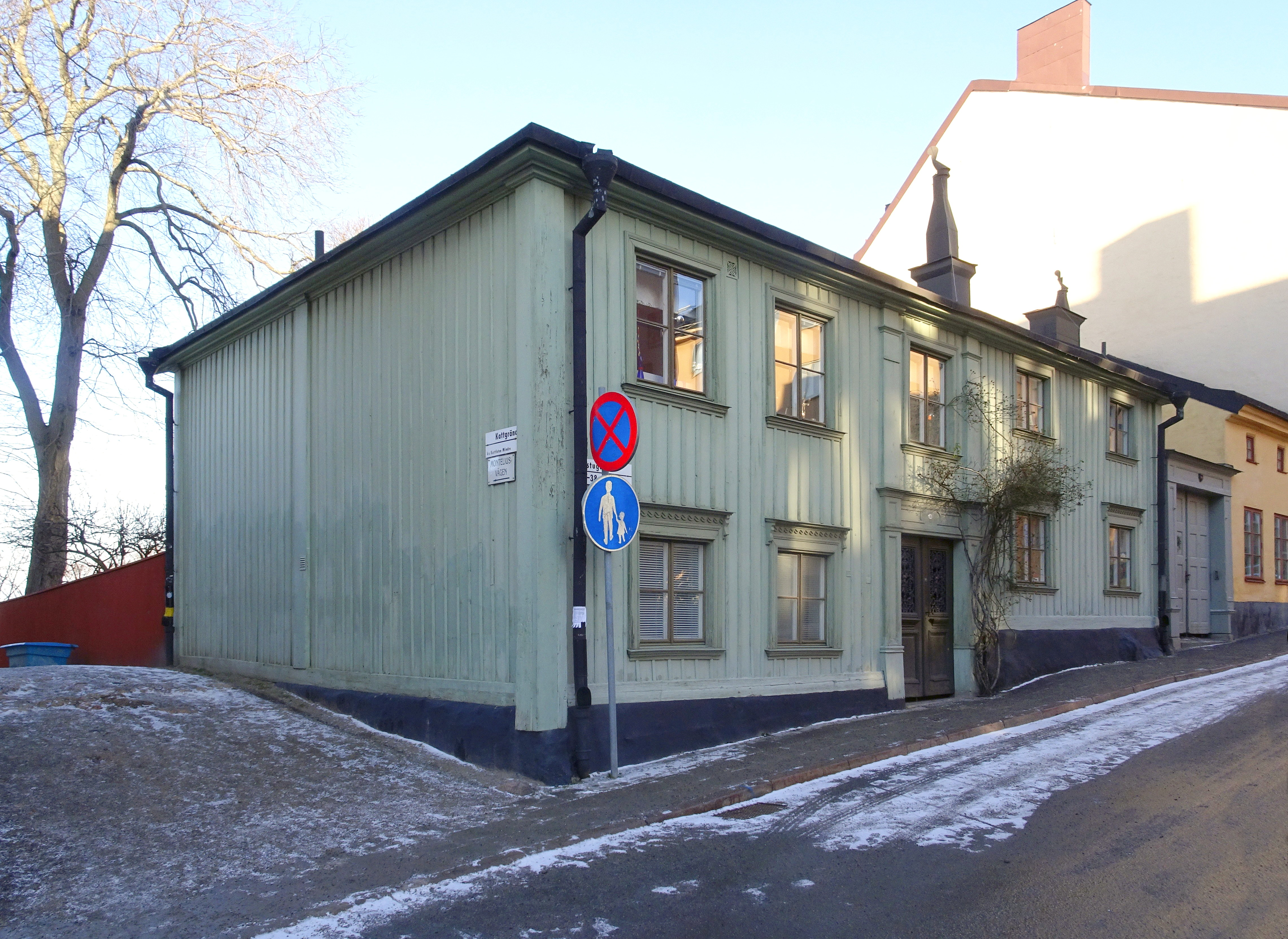
Trähus från 1700-talet i fastigheten Kattfoten mindre 10 hörnet Bastugatan 46.

Kattgränd är en gata på Mariaberget, på västra Södermalm i Stockholm. Gatan fick sitt nuvarande namn 1806.

## Historik

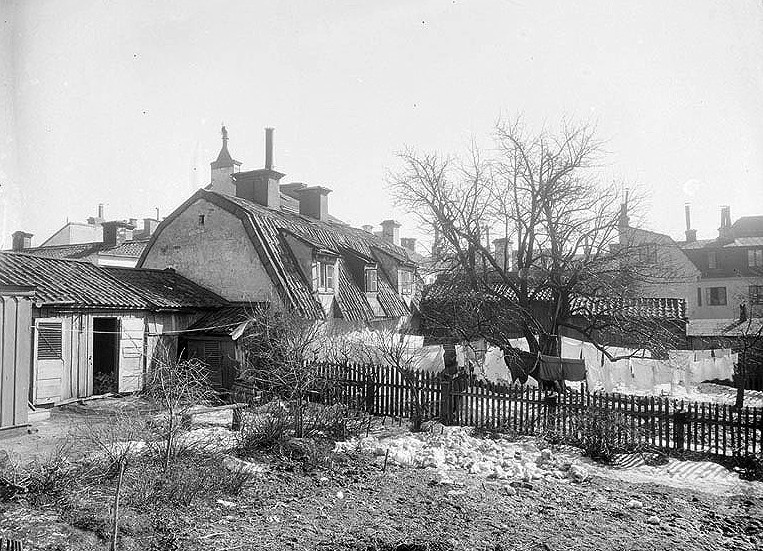
Kattgränd 8, gårdsinteriör 1908.

Kattgränd sträcker sig i nord-sydlig riktning mellan Bastugatan och Tavastgatan. Från Bastugatan leder trappor ner till Torkel Knutssonsgatan. I väster gränser Kattgränd till kvarteren Kattfoten mindre respektive Kattrumpan. Dessa kvarter tillhör tillsammans med flera andra ”kattkvarter” på Mariaberget till de äldsta på Södermalm och är belagda sedan 1649. Kvarteret Kattrumpan gav upphov till namnet Kattrumpsgränden (känt sedan 1765). Namnet var ännu brukligt 1804 och ändrades 1806 efter förslag till sitt nuvarande namn.
I kvarteret Kattfoten mindre i hörnet Kattgränd/Bastugatan finns fortfarande äldre bebyggelse bestående av ett trähus från 1700-talet och flera stenhus från 1860-talet. Trähuset är blåklassat av Stadsmuseet i Stockholm, vilket innebär att byggnaden har "synnerligen höga kulturhistoriska värden" motsvarande fordringarna för byggnadsminnen. Byggnaden ägs och förvaltas av kommunägda AB Stadsholmen.
Byggnaderna vid Kattgrändens södra avsnitt är av nyare datum och byggdes mellan 1915 och 1976 med undantag av hörnhuset Tavastgatan 42 som härrör från 1859. Det röda tegelhuset (fastigheten Skinnarviksberget 20) med adress Kattgränd 6–8 uppfördes 1945 för AB Stockholmshem, arkitekter Ernst Hawerman och partnern Nils G:son Friberg. Fastigheten är grönmärkt av Stadsmuseet, vilket betyder "särskilt värdefull från historisk, kulturhistorisk, miljömässig eller konstnärlig synpunkt".

## Kattgränd då och nu
| Hörnhuset Kattgränd 6 / Bastugatan 49, 1912 respektive 2018. |  | Hörnhuset Kattgränd 6 / Bastugatan 49, 1912 respektive 2018. |
| Hörnhuset Kattgränd 6 / Bastugatan 49, 1912 respektive 2018. |  |                                                              |